# Eisenbahnunfall im Katzenstein-Tunnel
Der Eisenbahnunfall im Katzenstein-Tunnel war der Frontalzusammenstoß zweier Züge auf der Talstrecke der Bayerischen Zugspitzbahn am 10. Juni 2000. Mindestens 59 Verletzte waren die Folge.

## Ausgangslage
Um die Fahrzeuge ökonomischer einsetzen zu können, besteht seit 1987 bei der Bayerischen Zugspitzbahn ein gebrochener Betrieb: Die Zahnradfahrzeuge befahren nur die Strecke zwischen dem Bahnhof Grainau und dem Zugspitzplatt, andere Fahrzeuge die ausschließlich im Adhäsionsbetrieb befahrene, eingleisige Flachstrecke zwischen Grainau und dem Bahnhof Garmisch. Fahrgäste aus Garmisch zur Zugspitze müssen deshalb in Grainau umsteigen, auf der Zahnradstrecke wurde dafür ohne zusätzliche Fahrzeuge ein 20-Minuten-Takt möglich. Die Flachstrecke hat einen einzigen Tunnel, den Katzenstein-Tunnel.
Die Strecke wurde zum Unfallzeitpunkt ohne ortsfeste Signale im Zugleitbetrieb betrieben. Bei Planbetrieb herrscht Stundentakt und es befindet sich immer nur ein Fahrzeug im Abschnitt zwischen Grainau und Garmisch, so dass eine Kollision ausgeschlossen ist. Auch enthielt die Fahrgenehmigung nach Garmisch dann zugleich die für die Rückfahrt nach Grainau. Wenn starker Verkehr herrscht, kann entweder ein zweiter Triebwagen eingesetzt und im Halbstundentakt oder mit einem Triebwagen unter Inkaufnahme von Verspätungen gefahren werden. Dann müssen die Triebfahrzeugführer, die zugleich Zugführer sind, sich einen – meist mündlich erteilten – Fahrbefehl vom Fahrdienstleiter des Bahnhofs Grainau, der zugleich Zugleiter ist, einholen.
Für den Betrieb auf der Flachstrecke war kurz vor dem Unfallzeitpunkt der 1979 gebaute Triebwagen ABeh 4/4 I 309 von den Berner Oberland-Bahnen gekauft worden. Er wurde mit Beginn der Pfingstferien in Bayern am Tag vor dem Unfall in Betrieb genommen. Da er anders zu bedienen war als die herkömmlichen Fahrzeuge, mussten die Triebfahrzeugführer eingewiesen werden. Dies übernahm der Eisenbahnbetriebsleiter. Zusammen mit einem Triebfahrzeugführer fuhr er vom Bahnbetriebswerk in den Bahnhof Grainau. Dort sprach er mit dem Fahrdienstleiter ab, als Leerfahrt nach Garmisch zu fahren. Der Fahrdienstleiter informierte ihn, dass ihm ein Triebwagen folgen werde, da wegen des Andrangs eine Zwischenfahrt von Garmisch erforderlich sei. Zwischen Betriebsleiter und Triebfahrzeugführer war abgesprochen, dass ersterer die Funktion des Zugführers übernahm. So fuhr der Triebwagen 309 nach Garmisch und dort zunächst in ein Ausweichgleis. Der Betriebsleiter meldete seine Ankunft nach Grainau.

## Unfallhergang
Der Betriebsleiter hatte verstanden, dass er mit dem 309 die Zwischenfahrt übernehmen solle, der ihm folgende Doppeltriebwagen dann die nachfolgende Planfahrt übernähme. Der Fahrdienstleiter ging dagegen davon aus, dass der Doppeltriebwagen die Zwischenfahrt übernähme und dass der Betriebsleiter bei ihm als Zugleiter anfragen werde, bevor er den Bahnhof Garmisch verließe.
Aufgrund dieses Missverständnisses ließ der Betriebsleiter den 309 in Garmisch an den Bahnsteig fahren und die Wartenden einsteigen, während der Fahrdienstleiter von Grainau den Doppeltriebwagen in Richtung Garmisch losschickte. In der Annahme, dass ja immer nur ein Planzug in dem Abschnitt nach Grainau unterwegs ist und der Doppeltriebwagen erst losgeschickt würde, wenn der 309 wieder in Grainau sei, fuhr auch Triebwagen 309 los.
Das Gelände im Umfeld des Katzenstein-Tunnels bietet dem Triebfahrzeugführer keine Chance, einen entgegenkommenden Zug wahrzunehmen. Im Tunnel kam es um 10:45 Uhr zum Frontalzusammenstoß.

## Folgen
28 Menschen wurden schwer, 31 leicht verletzt. 
Die Rettung der Verletzten war schwierig, da die Züge im Tunnel zusammenstießen. Der Sachschaden belief sich auf 8 Mio. DM.
Der Betriebsleiter wurde in dem anschließenden Strafprozess zu 10 Monaten Freiheitsstrafe auf Bewährung und einer Geldstrafe in Höhe von 8.000 DM als Bewährungsauflage verurteilt, da er versäumt hatte, sich vom Fahrdienstleiter die Ausfahrgenehmigung aus dem Bahnhof Garmisch einzuholen. Triebwagenführer und Fahrdienstleiter wurden freigesprochen.